# باول هاريس (كاتب)
باول هاريس (بالإنجليزية: Paul Harris)‏ هو كاتب بريطاني، ولد في 22 يوليو 1948، وتوفي في 24 مايو 2018.

## وصلات خارجية
- باول هاريس على موقع ديسكوغز (الإنجليزية)